# Glyphyalinia pecki
Glyphyalinia pecki es una especie de molusco gasterópodo de la familia Zonitidae en el orden de los Stylommatophora.

## Distribución geográfica
Es endémica de Estados Unidos. 